# Joachim Andersson
Joachim ”Pimmen” Andersson, född 1973, är en svensk boulespelare, aktiv i klubben Coccinelle Petanque Club i Malmö. Han är storspelare nummer 39. Han vann SM-guld i klassen trippel öppen åren 2003, 2006, 2010, 2013, 2017, 2018, 2019 och 2022, dubbel öppen åren 2002, 2007, 2008, 2015, 2016 och 2017, mixed dubbel öppen 2010 och Mixed trippel öppen 2012, 2014, 2015, 2016, 2017, 2018, 2019, 2022 och 2024. Andersson blev historisk genom att vara först att vinna 7 raka SM-guld någonsin genom att vinna mixed trippeln 2014–2022 (åren 2020-2021 var det inga arrangemang pga covid-19-pandemin).
Joachim Andersson är en av Sveriges mest meriterade boulespelare med 195 landskamper och har representerat följande klubbar:
- Parkens Petanque, Malmö
- Nobel Petanque, Malmö
- Tyringe Boulegetingarna
- Pitchoun Boule Club, Kungsbacka
- Rövarekulan, Löberöd
- Don Camillo Boule Club, Kosta
- Ekeby Boulesällskap.
- Coccinelle Petanque Club, Malmö

## Övriga meriter
- Kvartsfinalist i världsmästerskapen 2002 (trippel öppen) i Grenoble, Frankrike.
- Kvartsfinalist i världsmästerskapen 2017 (mixed dubbel) i Gent, Belgien.

- Åttondelsfinal i världsmästerskapen 2016 (trippel herr) i Antananarivo, Madagaskar.
- Åttondelsfinal i världsmästerskapen 2017 (dubbel herr) i Gent, Belgien.

- Europacupen: 1 guld (1998) och 3 brons (2000, 2003 och 2008), 4:a 2013, 5:a 2014 och 2017. Deltagande 11 gånger
- SM: 24 SM-guld, 8 SM-silver och 9 SM-brons, samtliga i öppen klass.
- Vinnare av internationella SWIO (Swedish Indoor Open) 2009[1] och 2010[2]
- Vinnare av Internationella Fyrlingen i Borås 2015, 2018 och 2020.
- Vinnare av internationella Holstentor-Pokal i Travemünde 1992.
- 3 guld och 2 silver i internationella Köpenhamn Open
- Nordsjöturneringen: 1 guld (2002), 1 silver (2005) och 2 brons (2006 och 2007)
- Elitserien: 8 guld, 3 silver
- Svenska Cupen: 13 guld, 4 silver och 6 brons
- Distriktsmästerskap: 44 guld (70 medaljer totalt)